# IWGP World Heavyweight Championship
IWGP World Heavyweight Championship – światowy tytuł mistrzowski profesjonalnego wrestlingu stworzony i promowany przez japońską federację New Japan Pro-Wrestling (NJPW). Jest to również główne mistrzostwo federacji. Inauguracyjnym mistrzem był Kota Ibushi.

## Historia
W 2019 roku, kiedy był mistrzem IWGP Intercontinental, Tetsuya Naito zadeklarował zamiar tworzenia historii, stając się pierwszym, który zdobył mistrzostwo IWGP Heavyweight i mistrzostwo Intercontinental w tym samym czasie. Pod koniec roku Jay White, który wygrał Intercontinental Championship od Naito, i Kota Ibushi, który był kolejnym pretendentem do tytułu Heavyweight Championship, również wyrazili to samo pragnienie. Po głosowaniu fanów zdecydowano, że Naito, White, Ibushi i mistrz wagi ciężkiej Kazuchika Okada będą rywalizować na Wrestle Kingdom 14 w dniach 4–5 stycznia 2020 roku, gdzie jeden z nich otrzyma oba tytuły. Naito osiągnął ten wyczyn, aby zostać pierwszym „podwójnym mistrzem” i od tego czasu oba tytuły były bronione razem (oprócz jednego razu). W 2020 roku Naito powiedział, że jego pierwotnym zamiarem była osobna obrona tytułów. Poprosił o to lub w inny sposób o zunifikowanie tytułów, ale nie nastąpiła żadna zmiana.
Po tym, jak Ibushi zdobył tytuły od Naito na Wrestle Kingdom 15 4 stycznia 2021 roku, wyraził pragnienie zunifikowania tytułów. 1 marca 2021 roku, kiedy Ibushi wciąż był mistrzem, oficjalnie ogłoszono unifikację tytułów w celu stworzenia nowego IWGP World Heavyweight Championship, a Ibushi został inauguracyjnym mistrzem świata. Po ogłoszeniu, Ibushi, który miał zmierzyć się z El Desperado na NJPW 49th Anniversary Show w dniu 4 marca 2021 roku w non-title matchu, poprosił o to, aby walka była o Double Championship. Jego prośba została spełniona, a unifikacja tytułów została opóźniona do czasu zakończenia walki, którego zwycięzca byłby ostatecznym podwójnym mistrzem, a tym samym inauguracyjnym mistrzem świata wagi ciężkiej. Ibushi wygrał walkę.
Wraz z ogłoszeniem nowych mistrzostw nastąpiło ogłoszenie nowego mistrzowskiego pasa. Dopóki nowy pas nie był gotowy, Ibushi nadal trzymał stare pasy IWGP Heavyweight i IWGP Intercontinental Championship. Nowy pas został ostatecznie ujawniony i wręczony mistrzowi Ibushiemu podczas ceremonii wręczenia 30 marca 2021 roku. Jego projekt zawierał poprzednie projekty pasów z dwóch starych tytułów.

## Panowania
| Nr        | Ogólny numer panowania                                       |
| Panowanie | Liczba panowań konkretnego mistrza                           |
| Dni       | Liczba dni panowania                                         |
| Obrony    | Liczba udanych obron                                         |
| +         | Oznacza, że liczba dni w posiadaniu wzrasta z kolejnym dniem |

| Nr | Mistrz          | Zmiana mistrza            | Zmiana mistrza                 | Zmiana mistrza    | Statystyki panowania | Statystyki panowania | Statystyki panowania | Notka | Odn.   |
| Nr | Mistrz          | Data                      | Gala                           | Miejsce           | Panowanie            | Dni                  | Obrony               | Notka | Odn.   |
| -- | --------------- | ------------------------- | ------------------------------ | ----------------- | -------------------- | -------------------- | -------------------- | --- | ------ |
| 1  | Kota Ibushi     | 4 marca 2021(dts)         | NJPW 49th Anniversary Show     | Tokio, Japonia    | 1                    | 31                   | 0                    | Po tym jak Ibushi, który był wówczas panującym IWGP Heavyweight i IWGP Intercontinental Championem, z powodzeniem obronił oba tytuły przeciwko El Desperado na gali i zostały zunifikowane w IWGP World Heavyweight Championship, z Ibushim jako inauguracyjnym mistrzem. | [ 8 ]  |
| 2  | Will Ospreay    | 4 kwietnia 2021(dts)      | Sakura Genesis                 | Tokio, Japonia    | 1                    | 46                   | 1                    | | [ 11 ] |
| —  | Wakat           | 20 maja 2021(dts)         | —                              | —                 | —                    | —                    | —                    | Tytuł został zwakowany po tym jak Ospreay doznał kontuzji szyi. | [ 12 ] |
| 3  | Shingo Takagi   | 7 czerwca 2021(dts)       | Dominion 6.6 in Osaka-jo Hall  | Osaka, Japonia    | 1                    | 211                  | 3                    | Pokonał Kazuchikę Okadę w walce o zwakowany tytuł. | [ 13 ] |
| 4  | Kazuchika Okada | 4 stycznia 2022(dts)      | Wrestle Kingdom 16 Noc 1       | Tokio, Japonia    | 1                    | 159                  | 4                    | | [ 14 ] |
| 5  | Jay White       | 12 czerwca 2022(dts)      | Dominion 6.12 in Osaka-jo Hall | Osaka, Japonia    | 1                    | 206                  | 2                    | | [ 15 ] |
| 6  | Kazuchika Okada | 4 stycznia 2023(dts)      | Wrestle Kingdom 17             | Tokio, Japonia    | 2                    | 94                   | 2                    | | [ 16 ] |
| 7  | Sanada          | 8 kwietnia 2023(dts)      | Sakura Genesis                 | Tokio, Japonia    | 1                    | 271                  | 4                    | | [ 17 ] |
| 8  | Tetsuya Naito   | 4 stycznia 2024(dts)      | Wrestle Kingdom 18             | Tokio, Japonia    | 1                    | 99                   | 2                    | | [ 18 ] |
| 9  | Jon Moxley      | 12 kwietnia 2024(dts)     | Windy City Riot                | Chicago, Illinois | 1                    | 79                   | 4                    | | [ 19 ] |
| 10 | Tetsuya Naito   | 30 czerwca 2024(dts)      | Forbidden Door                 | Elmont, Nowy Jork | 2                    | 106                  | 1                    | | [ 20 ] |
| 11 | Zack Sabre Jr.  | 14 października 2024(dts) | King of Pro-Wrestling          | Tokio, Japonia    | 1                    | 120                  | 4                    | | [ 21 ] |
| 12 | Hirooki Goto    | 11 lutego 2025(dts)       | The New Beginning in Osaka     | Osaka, Japonia    | 1                    | 138                  | 7                    | | [ 22 ] |
| 13 | Zack Sabre Jr.  | 29 czerwca 2025(dts)      | Tanahashi Jam                  | Nagoja, Japonia   | 2                    | 32+                  | 0                    | | [ 23 ] |

## Łączna liczba panowań
Stan na 31 lipca 2025
| † | Oznacza obecnego mistrza |

| Miejsce | Mistrz           | Liczba panowań | Łączna liczba obron | Łączna liczba dni |
| ------- | ---------------- | -------------- | ------------------- | ----------------- |
| 1       | Sanada           | 1              | 4                   | 271               |
| 2       | Kazuchika Okada  | 2              | 6                   | 253               |
| 3       | Shingo Takagi    | 1              | 3                   | 211               |
| 4       | Jay White        | 1              | 2                   | 206               |
| 5       | Tetsuya Naito    | 1              | 3                   | 205               |
| 6       | Zack Sabre Jr. † | 2              | 4                   | 152+              |
| 7       | Hirooki Goto     | 1              | 7                   | 138               |
| 8       | Jon Moxley       | 1              | 4                   | 79                |
| 9       | Will Ospreay     | 1              | 1                   | 46                |
| 10      | Kota Ibushi      | 1              | 0                   | 31                |